# Longview (Washington)
Longview is een plaats (city) in de Amerikaanse staat Washington, en valt bestuurlijk gezien onder Cowlitz County.

## Demografie
Bij de volkstelling in 2000 werd het aantal inwoners vastgesteld op 34.660.
In 2006 is het aantal inwoners door het United States Census Bureau geschat op 36.767, een stijging van 2107 (6.1%).

## Geografie
Volgens het United States Census Bureau beslaat de plaats een oppervlakte van
36,5 km², waarvan 35,5 km² land en 1,0 km² water.

## Economie

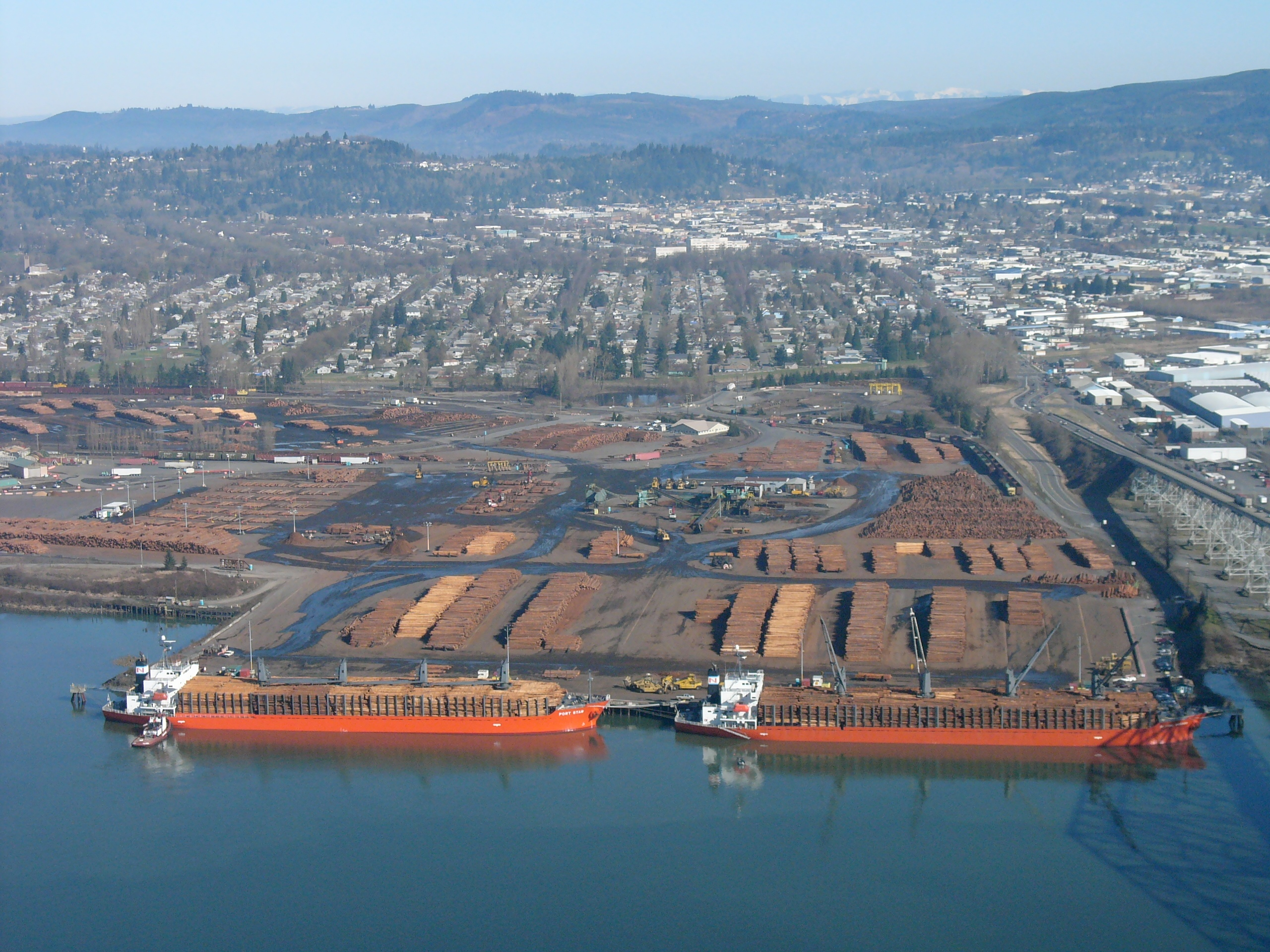
In de haven van Longview ligt hout klaar voor de export

Longview ligt aan de Columbia ongeveer halverwege de monding bij Astoria en Portland. Er is een haven die bereikbaar is voor zeeschepen. Aan de kades kunnen schepen met een diepgang tot zo’n 12 meter aanmeren. Dankzij de aanwezigheid van uitgestrekte bossen zijn veel houtverwerkende bedrijven in de plaats gevestigd.
De Lewis and Clark Bridge verbindt Oregon met Washington. Het is de enige brug over de Columbia tussen Astoria en Portland. De brug werd in maart 1930 voor het verkeer geopend. Het ontwerp was van Joseph B. Strauss die ook de Golden Gate Bridge heeft ontworpen. Om de zeeschepen niet te hinderen in de vaart naar Portland, ligt het dek van de brug ruim 60 meter boven de waterspiegel, voldoende om de snelle klippers met de hoge masten niet te hinderen. Met een lengte van 2,5 kilometer was het destijds de langste cantileverbrug in de Verenigde Staten. De brug was gebouwd en betaald door particulieren, maar in 1947 nam de staat Washington de brug over. Tot 1965 werd tol geheven, maar in dat jaar werden de laatste schulden afgelost en de tol afgeschaft. In 1980 veranderde de naam van Longview Bridge naar Lewis and Clark Bridge.

## Plaatsen in de nabije omgeving
De onderstaande figuur toont nabijgelegen plaatsen in een straal van 8 km rond Longview.